# Cholet Basket
Maillots
Actualités
Cholet Basket (appelé aussi CB) est un club professionnel de basket-ball français créé en 1975 et situé à Cholet.
Après une dizaine d'années passées dans les divisions inférieures, le club accède à l'élite en 1987 et découvre l'Europe deux ans plus tard. Depuis 1986 une rivalité l'oppose au club du Mans. De nombreux joueurs issus du centre de formation de Cholet ont rejoint la NBA ou les grands clubs européens ce qui en fait l'un des plus réputés de France.
Cholet Basket dispute sa première finale européenne avec l'EuroChallenge en 2009 et remporte son premier championnat de France en 2010.
À son palmarès, Cholet Basket compte six titres dont un championnat de France, une semaine des As et deux coupes de France.
Depuis 1987, Cholet Basket évolue dans la salle de la Meilleraie. Le club est présidé par Jérôme Mérignac. Les numéros 4 d'Antoine Rigaudeau, 10 de Jim Bilba et 11 de Claude Marquis ont été retirés.

## Historique
| \| Cholet \| La ville de Cholet en France |
| Cholet                                    |

### Les débuts (1926-1986)
Le basket-ball existe depuis 1928 à Cholet, avec la création de la section basket du club omnisports de la Jeune France par Jean Leroux. Des responsables ambitieux de faire monter la section en National 1, décident de quitter la jeune France en juin 1975 et fondent Cholet Basket sous la présidence de Michel Léger.
Pour sa 1re saison (1975–1976), le club évolue en championnat des réserves. Entre 1976 et 1983, CB passe de la Promotion d’excellence départementale à la Nationale 2.
En 12 ans, il accède ainsi 8 fois à l’échelon supérieur, pour finalement évoluer en pro A.

### L'apprentissage dans l'élite (1986-2005)
Disposant d'une nouvelle salle, la Meilleraie, Cholet dispute sa première saison dans l'élite qui se compose d'un groupe Nationale 1A et un groupe Nationale 1B (qui deviendront plus tard Pro A et Pro B). L'équipe est placée dans le groupe Nationale 1B. Autour de joueurs de renom comme Antoine Rigaudeau et Graylin Warner, Cholet termine 4e lui permettant de disputer la Nationale 1A. La saison suivante, le club se hisse à la 3e place du championnat et se qualifie pour une coupe européenne. Les Choletais atteignent la finale du championnat où ils sont battus en deux manches par le Limoges CSP, équipe phare du moment.
En 1989, Jim Bilba commence sa carrière sous le maillot de Cholet qui réalise encore une belle saison avec une 2e place en saison régulière du championnat de France et une élimination en demi-finale face à Orthez. En 1990, Cholet se classe 2e et revient en demi-finale mais est encore éliminé cette fois ci par Antibes.
Jusqu'en 1995, CB enchaîne les bons résultats en se qualifiant à chaque fois pour les play-offs de Pro A et compte des joueurs de renom dans ses rangs dont Antoine Rigaudeau, Patrick Cham, Bruno Coqueran, Mike Jones, Artūras Karnišovas ou encore Graylin Warner.
En 1998, emmené par l'ancienne gloire du CSP, Stéphane Ostrowski et par l'américain James Blackwell, le club remporte son premier titre avec la Coupe de France et atteint les demi-finales de la Coupe Korać. En 1999 CB réalise encore une belle saison avec une nouvelle victoire en coupe de France en compagnie de l'international français Fabien Dubos.

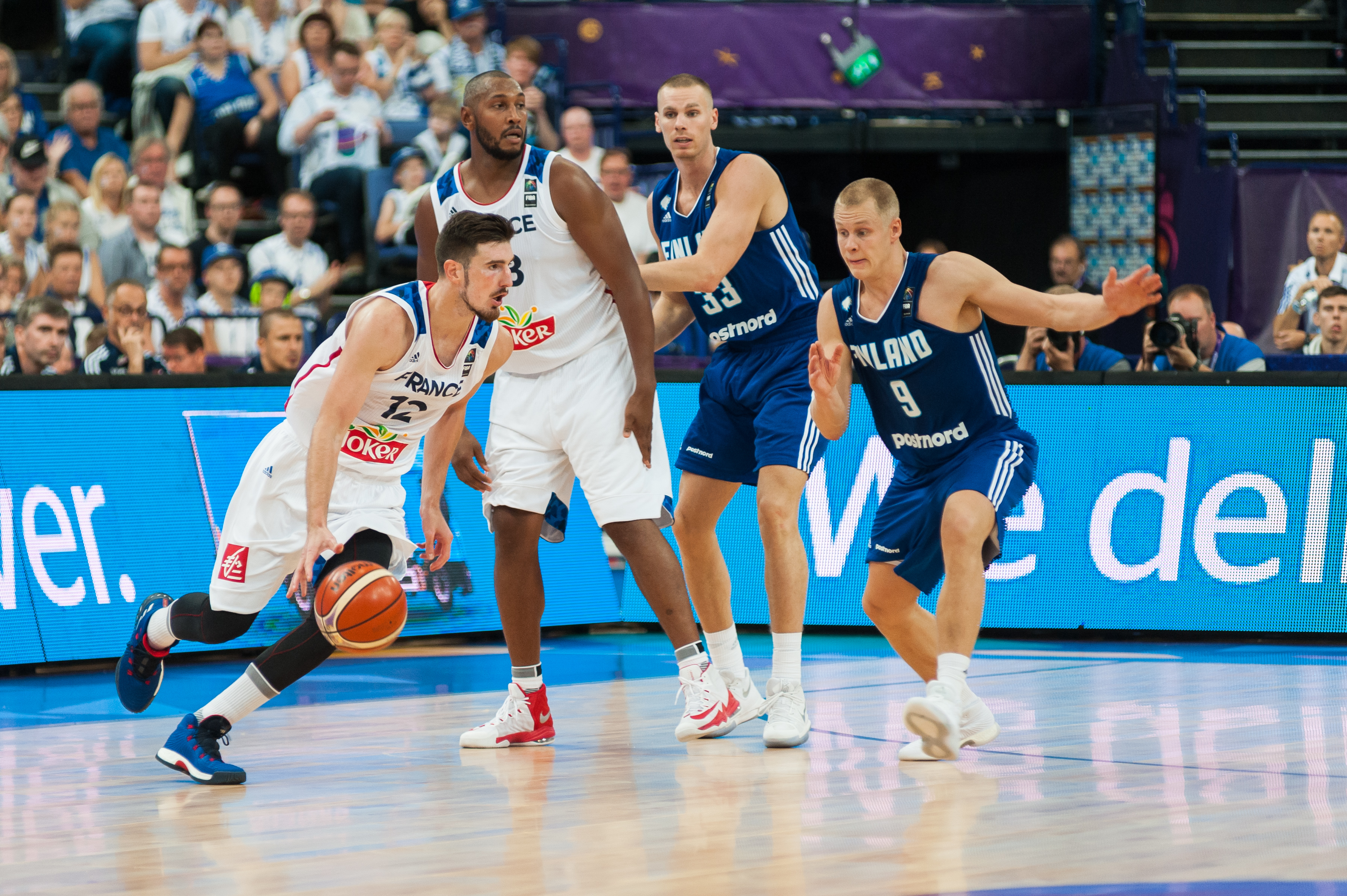
Nando De Colo (ici sous le maillot de l'équipe de France)

Lors de la saison 1999/2000, le club joue pour la première fois l’Euroligue et s’impose même (81 à 68) face au futur vainqueur de la compétition, le Panathinaïkos.
En plus d'obtenir des résultats plus qu'honorables depuis son accession dans l'élite, ayant toujours été classé dans les 10 premiers de la saison régulière à une exception près, le club est très respecté pour sa politique de formation, l'une des plus importantes de France.
Le début des années 2000 marque une bonne constance dans les résultats de Pro A. En 2005, CB atteint les 8e de finale de la Coupe ULEB et est échoue de très peu face au PAOK Salonique en s'inclinant de 3 points à l'aller et au retour. En Coupe de France, CB est battu en finale par Gravelines-Dunkerque (79-91).

### La période dorée (2005-2012)
Erman Kunter revient entrainer le club lors de la saison 2005-2006 après un court passage en 2004. Cholet se classe 8e de Pro A et est éliminé par Pau-Orthez en quart de finale. La saison suivante, le club termine à la 7e place de la Pro A en ayant notamment dominé l'Élan Béarnais Pau-Lacq-Orthez en fin de saison dans le Béarn. Cholet est éliminé (0-2) par la Chorale de Roanne une nouvelle fois en quarts de finale des play-offs.
En 2008, un nouveau titre est conquis avec la semaine des As remportée (67-40) contre Vichy. Le club termine à la 8e place de la Pro A et est éliminé (0-2) par Le Mans Sarthe Basket (MSB) en quarts de finale des play-offs. Cholet atteint la finale de la coupe de France mais est battu par l'ASVEL Lyon-Villeurbanne (ASVEL).
L'année 2009 voit CB réaliser un beau parcours en EuroChallenge ne perdant qu'un seul match et atteignant la finale face au Virtus Bologne. Les Choletais sont battus de peu (75-77) et terminent la saison à la 9e place de Pro A.
Lors de la saison 2009-2010, CB est leader de Pro A et atteint la finale des play-offs face au Mans. Cholet est sacré champion de France pour la première fois de son histoire autour de joueurs comme Randal Falker, Mickaël Gelabale, John Linehan, Samuel Mejia et Kevin Séraphin. Le club enchaine en remportant le match des champions 2010.

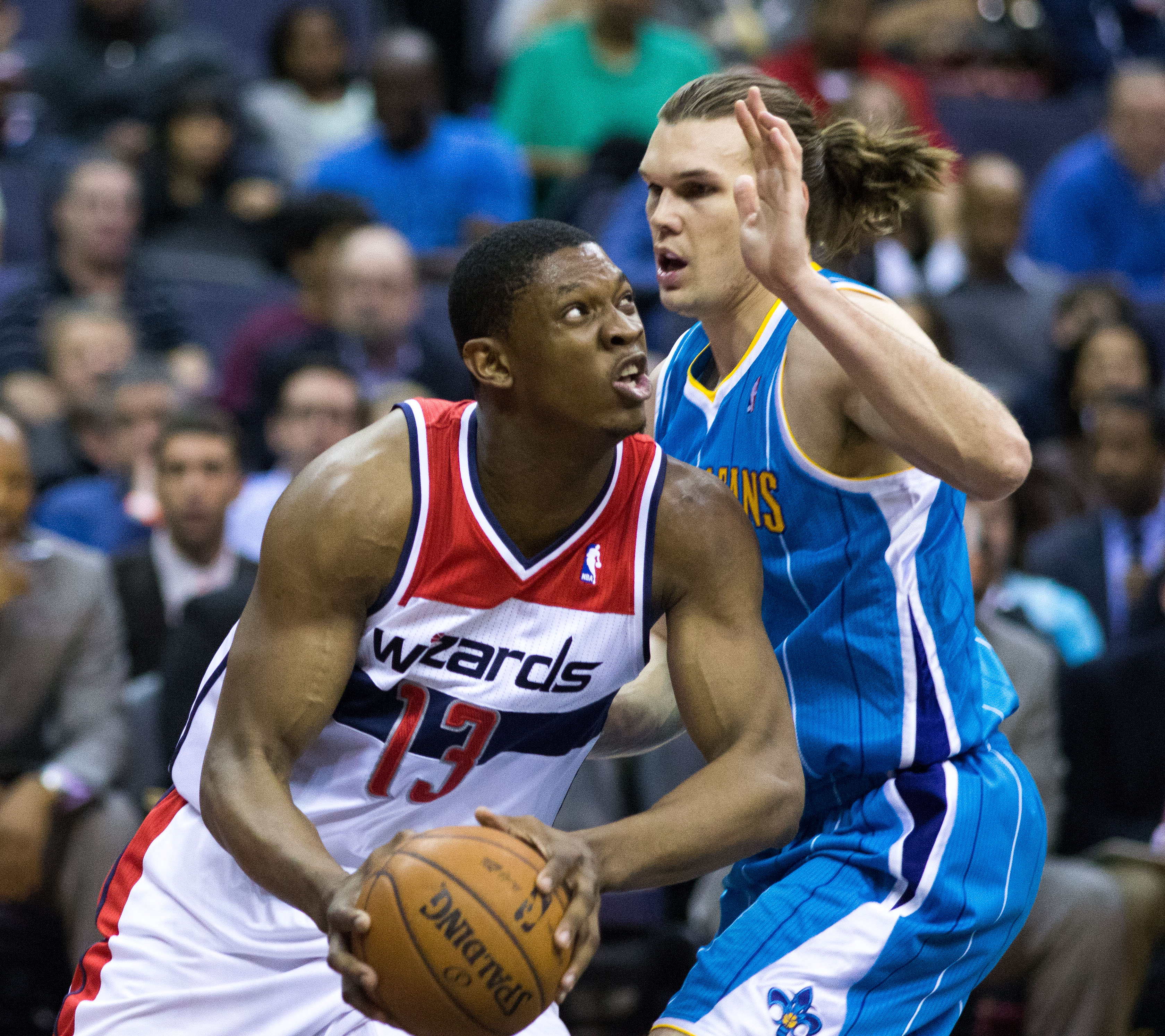
Kevin Seraphin, champion de France 2010 avec CB.

Pour la défense de son titre de champion de Pro A en 2010-2011, Cholet termine 1er de la saison régulière. En play-off, le CB élimine sans difficulté Le mans en 1/4 et Gravelines en 1/2 mais échoue en finale face au Stade Lorrain Université Club Nancy Basket (SLUC) (74-76). Pour anecdote, c'est John Linehan, meneur de Cholet l'année précédente, qui inscrit le panier victorieux pour le SLUC à quelques secondes du terme. En Euroligue, Cholet échoue de très peu aux portes du Top 16 : le club termine cinquième de sa poule, avec le même nombre de points que Lietuvos Rytas mais un point average défavorable. Parmi les résultats de cette saison, Cholet s'impose à domicile face au club turc de Fenerbahce et s'incline de sept points face au FC Barcelone, champion d'Europe en titre.

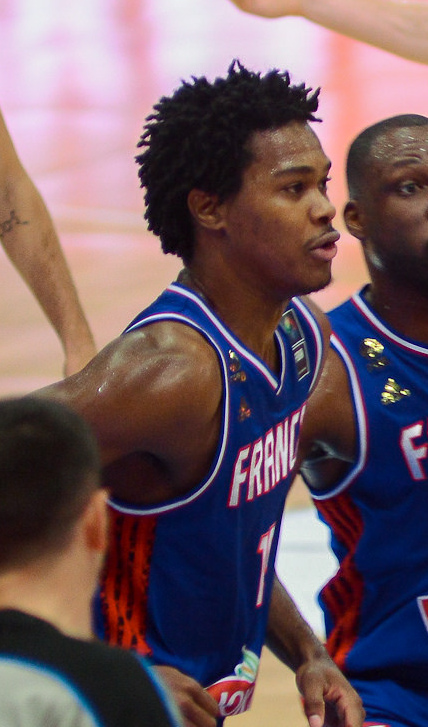
Mickael Gelabale (157 sélections en équipe de France entre 2005 et 2016)

La saison 2011-2012 débute difficilement pour Cholet qui doit faire face à de nombreuses blessures et connaît de nombreux changements de ses joueurs non-formés localement (JFL) dans la première partie de saison. De plus, son joueur charismatique Sammy Mejia, MVP étranger de Pro A 2011, quitte le club pour le CSKA Moscou. Erman Kunter et son équipe ne brillent pas en Euroligue où ils sont éliminés dès le tour préliminaire. Le parcours en EuroCoupe n'est gère plus brillant. Malgré cela l'équipe ne se désunit pas. Emmenés par le futur MVP français de Pro A Fabien Causeur et aidés par le retour de blessure de Robert Dozier, les choletais parviennent à se qualifier pour les play-offs en finissant à la huitième place de la saison régulière. Ils affrontent le Gravelines-Dunkerque, premier de la saison régulière et invaincus à domicile, en quarts de finale. S'inclinant à l'aller, les joueurs des Mauges s'imposent au match retour et au match d'appui. Ils affrontent le MSB en demi-finale mais doivent s'incliner lors de la belle à Antarès. Cholet est qualifié pour l'EuroCoupe la saison suivante.

### Cholet dans le creux de la vague (2012-2019)
L'entraîneur emblématique du club Erman Kunter renonce à sa dernière année de contrat pour rejoindre le Beşiktaş Istanbul (Turquie) et est remplacé par Jean-Manuel Sousa. Fabien Causeur part pour Vitoria (Espagne).

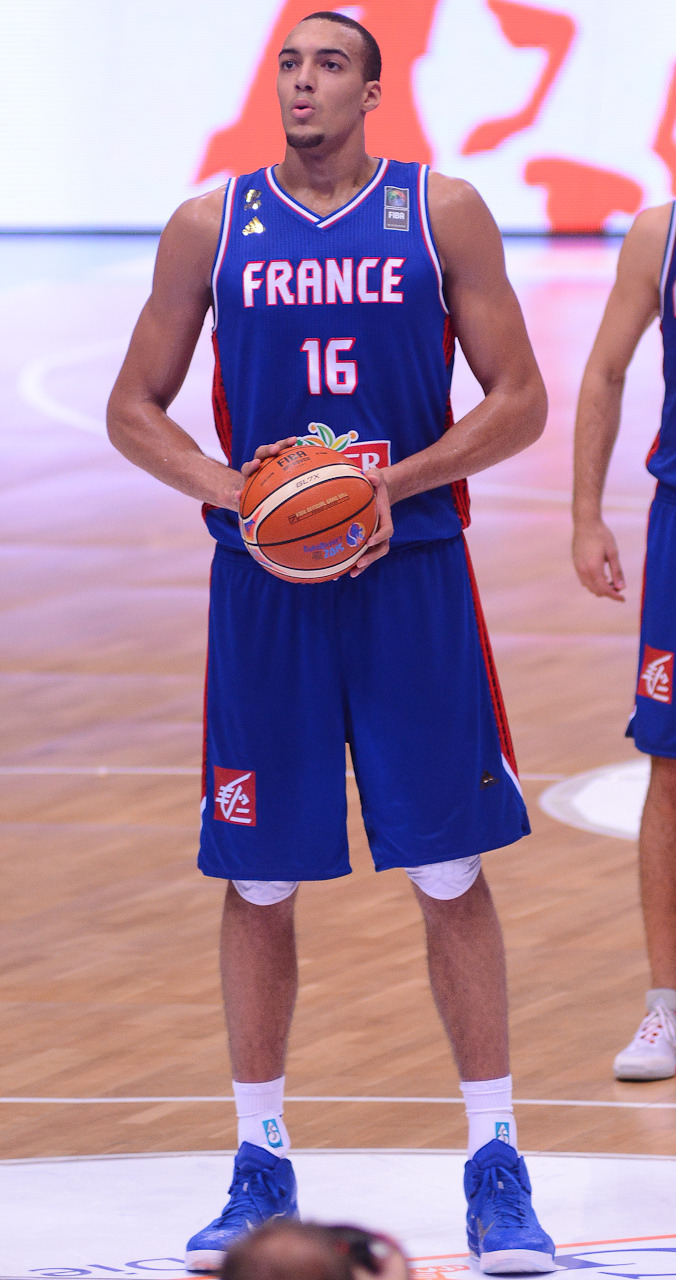
Rudy Gobert sous le maillot de l'équipe de France

La saison 2012-2013 voit Cholet terminer à la 10e place de Pro A avec un bilan de 15 victoire et 15 défaites. En Eurocoupe, Cholet est éliminé dès la phase régulière malgré, entre autres, deux belles victoires (90-95/79-59) face au Cibona Zagreb. Le parcours en coupe de France s'arrête en 8e de finale face à Boulogne-sur-Mer.
L'équipe commence la saison 2013-2014 par quatre victoires consécutives. Elle connaît ensuite deux défaites avant de retrouver le chemin de la victoire contre l'Élan béarnais Pau-Lacq-Orthez. Après celle-ci, Cholet enchaîne sept défaites consécutives et cela entraîne le licenciement de l’entraîneur Jean-Manuel Sousa. Il est remplacé par Laurent Buffard. La saison se conclut par une 13e place.
Le début de la saison 2014-2015 est une nouvelle fois mitigé. Malgré un succès retentissant dans le derby à la salle Antarès sur le parquet du MSB (82-61), Cholet Basket peine à confirmer. Après douze rencontres, le bilan est à l'équilibre (6V-6D) mais l'équipe connaît un passage à vide (1V-9D entre le 19 décembre 2014 et le 28 février 2015) qui lui retire tout espoir de playoffs. Malgré une fin de saison correcte (6V-6D), le club se classe à la 14e place de Pro A (13V-21D).

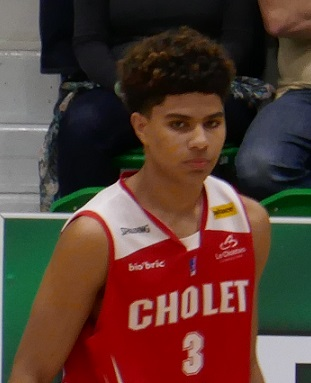
Le jeune prodige de Cholet Basket Killian Hayes qui a joué en première division à 16 ans

La saison 2015-2016 est à nouveau compliquée. L'entraîneur Laurent Buffard doit laisser sa place en décembre à son assistant Jérôme Navier en raison des mauvais résultats (L'équipe enchaîne 10 défaites entre début novembre 2015 et mi décembre 2015). Jérôme Navier commence son mandat par deux victoires consécutives et six victoires en sept rencontres de championnat, ce qui éloigne l'équipe de la zone de relégation. La suite est moins bonne puisque l'équipe termine le championnat en ne gagnant que deux de ses quinze derniers matchs. Le club termine 15e (10V-24D).
Pour la saison 2016-2017, Philippe Hervé est nommé entraîneur. Le club commence la saison correctement (3V-2D) avant de s'effondrer (3V-11D entre novembre 2016 et février 2017). Le club termine 11e (14V-20D).
Lors de l'intersaison, Cholet Basket prolonge son capitaine et All Star Jonathan Rousselle et conserve Jerry Boutsiele. L'objectif de la saison 2017-2018 est de jouer les playoffs. La saison démarre plutôt mal (1V-5D et la dernière place fin octobre). Le club enchaîne ensuite trois victoires qui lui permettent de sortir de la zone rouge et huit victoires en onze matchs pour terminer les matchs de la phase aller à la 8e place et se qualifier ainsi pour la Leaders Cup pour la première fois depuis six ans. L'équipe ne confirme toutefois pas cette bonne dynamique et termine la saison à la 15e place (14V-20D). Philippe Hervé quitte le club et est remplacé par son assistant Régis Boissié. Le 23 juin 2018, Killian Hayes signe son premier contrat professionnel portant sur trois ans, ce qui le lie au club jusqu'au 30 juin 2021.
L'objectif de la saison 2018-2019 est d'accrocher le top 8 et de développer le projet jeune. Pour l'ouverture du championnat, Cholet Basket s'incline lourdement face à Strasbourg (75-112). Suivent 3 défaites. Cholet est dernier du championnat mi-octobre. La première victoire est glanée sur le parquet du promu Fos-sur-Mer (70-77). Le 10 novembre, à la suite de la défaite à domicile 82-87 face à Monaco, Cholet est toujours dernier avec un bilan de 1 victoire pour 8 défaites, son plus mauvais démarrage en première division. Le 30 novembre 2018, à la suite de la défaite à domicile face à Antibes 74-91, pourtant dernier au classement avec Cholet, Régis Boissié est démis de ses fonctions et remplacé par Erman Kunter. Cholet Basket gagne dans la foulée ses premiers matchs à domicile de la saison face à Nanterre et Chalon, s'impose sur le parquet du leader l'ASVEL Lyon Villeurbanne et termine par deux victoires à domicile face au Mans et Bourg-en-Bresse avant la trêve de la Leader's Cup. Depuis qu'Erman Kunter a pris place sur le banc, Cholet Basket redresse la barre avec 5 victoires et 4 défaites. Entre le 30 mars 2019 et le 23 avril 2019, l'équipe rencontre un trou d'air avec 6 défaites consécutives. Le 27 avril 2019, dans un match important pour le maintien, Cholet Basket s'impose 81-79 face au Portel puis assure son maintien face à Fos-sur-Mer le 12 mai 2019, lors de l'avant dernière journée du championnat (99-83). Cholet Basket termine la saison avec un bilan de 11 victoires pour 23 défaites et se classe 15ème sur 18. Didier Barré annonce le 9 mai 2019 qu'il quitte la présidence du club. Jérôme Mérignac lui succède. Il prolonge Erman Kunter jusqu'en 2021.

### Cholet déjoue les pronostics (depuis 2019)
La saison 2019-2020 débute par une victoire face à Roanne de 26 points. Alors que l'équipe est annoncée en péril par les spécialistes en début de saison et pronostiquée 18e du classement, les hommes d'Erman Kunter surprennent. Michael Stockton s'avère précieux au poste de meneur de jeu et sa connexion avec le pivot Chris Horton est très efficace. Mi-novembre, après six victoires consécutives, Cholet Basket retrouve le haut du classement, avec 7 victoires pour 2 défaites. La victoire à Nanterre 86-101, le 23 décembre 2019, conforte la 5e place des maugeois et leur permet de décrocher une qualification pour la Leaders Cup 2020. À l'issue des matchs aller, Cholet Basket est 6e place, avec 11 victoires et 6 défaites. En quart de finale de la Leaders Cup 2020, les Choletais s'inclinent face aux Metropolitans 92. Le 8 février, Cholet intègre le top 4 du classement, avec 14 victoires et 9 défaites. Malheureusement les rouge et blanc enchaînent 3 défaites et descendent à la 6e place au moment de l'arrêt du championnat en raison de la pandémie de la Covid-19. Chris Horton est alors considéré comme le meilleur joueur de première division, avec la meilleure évaluation du championnat (+23,6). Michael Stockton est second meilleur passeur du championnat, avec une moyenne de 6,8 par match. Le classement de Cholet Basket au moment de l'arrêt du championnat est le meilleur depuis la saison 2010-2011. Avec 79,1 points encaissés en moyenne par rencontre, Cholet est la 4e meilleure défense de Jeep Élite. Si aucun champion de France n'est désigné, l'attribution des places européennes permet à Cholet de retrouver une Coupe d'Europe, la FIBA Basketball Champions League.
Lors de la draft NBA 2020, Killian Hayes est drafté en 7e position par les Pistons de Détroit. C'est le 6e joueur formé à Cholet Basket à être drafté en NBA. Également inscrit, Abdoulaye N'doye n'est pas choisi.
À l'été 2020, Cholet Basket prolonge son capitaine Michael Stockton mais perd son pivot américain Chris Horton qui se rend a Gravelines-Dunkerque. Cholet prolonge également Erman Kunter jusqu'en juin 2022. L'équipe subit beaucoup de changements à l'intersaison, perdant notamment Abdoulaye N'doye, au profit de Monaco. Il était le joueur le plus utilisé par Erman Kunter en 2019-2020. Rapidement, le club comprend que plusieurs joueurs ne sont pas au niveau espéré. Ike Nwamu est écarté avant même le début de la saison. Chauncey Collins est également coupé, tout comme Terrell Parks et Kyvon Davenport. En difficulté à Gravelines, Chris Horton fait son retour au club au milieu de l'hiver. Le championnat débute par une grosse défaite à Orleans 101-63. Mi-octobre, les choletais n'ont gagné qu'un match, pour quatre défaites au moment de la coupure du championnat en raison du reconfinement lié à la pandémie de la Covid-19. La Coupe d'Europe n'étant pas à l'arrêt, les choletais jouent leur trois premières rencontres à l'extérieur. Pour ses premières rencontres européennes depuis la saison 2012-2013, le club démarre mal, avec trois défaites en trois matchs, contre le BC Tsmoki-Minsk (82-75), l'Hapoel Holon (73-63) et l'AEK Athènes (83-81). L'équipe réagit avec 2 victoires à la Meilleraie contre Athènes (79-70) et Minsk (89-71) mais manque sa qualification au second tour en s'inclinant à domicile contre Holon. Très en vue, Yoann Makoundou est élu meilleur jeune de la Basketball Champions League. En Jeep Élite, Cholet Basket redresse la barre mais fait preuve d'inconstance. Capable de l'emporter face au futur premier de la saison régulière, la JDA Dijon, le 12 décembre 2020, sur le parquet de la JSF Nanterre le 19 décembre 2020, à Monaco, futur vainqueur de l'Eurocup, le 29 mars 2021, ou encore face à la JL Bourg le 29 mai 2021, Cholet Basket est aussi capable de s'incliner face à des équipes qui jouent le maintien, comme Roanne, Gravelines-Dunkerque ou encore Chalon. Avec une rotation réduite et la fatigue liée à l'accumulation des matchs sur une courte période (24 matchs joués entre le 20 mars et le 17 juin) les choletais s'inclinent souvent lors des derniers instants de la rencontre. Sur les matchs qui se sont joués à cinq points ou moins, Cholet Basket a un bilan de 1 victoire pour 10 défaites (-4 à Boulogne-Levallois, -4 à Gravelines-Dunkerque, -3 à Strasbourg, -5 à Chalon, -1 contre Limoges, -1 au Mans, -3 contre Pau-Lacq-Orthez, -5 à Châlons-Reims, -5 à Limoges, -5 contre Nanterre). Malgré cette irrégularité, Cholet Basket termine la saison avec un bilan de 12 victoires et 22 défaites, à la 14e place de Jeep Élite. Dès la fin de saison, contre toute attente, le club se sépare de son emblématique entraineur Erman Kunter. Laurent Vila le remplace.
Pour sa première sur le banc de Cholet Basket en match officiel en championnat, Laurent Vila mène son équipe à une victoire d'un point sur le parquet de Strasbourg (73-74). La suite est plus poussive, avec trois défaites de rang et seulement deux victoires sur les douze matchs qui suivent. Au soir du 23 décembre 2021, après une défaite à Champagne Basket, Cholet Basket est lanterne rouge (3v-10d). Le groupe reste toutefois soudé et arrache une victoire importante face à la JDA Dijon juste avant la trève. Un déclic qui permet aux choletais de remporter par la suite 15 de leurs 21 derniers matchs, dont des succès à l'extérieur à Dijon, Gravelines, Le Mans, Bourg-en-Bresse ou encore Pau-Lacq-Orthez. À Dijon, CB réussit un incroyable 28 sur 28 aux lancers-francs, ce qui constitue un record en LNB depuis sa création en 1987. En 2022, Cholet Basket est même la seconde meilleure équipe de Betclic Élite derrière Monaco, avec un bilan de 15 victoires pour 6 défaites. Lors de la dernière journée de championnat, les choletais s'imposent face à Monaco (92-85) et valident leur ticket pour les playoffs, une première depuis 2012. Le redressement est spectaculaire, avec un groupe qui vit bien. L'arrivée du joueur américain O.D. Anosike en décembre a stabilisé un effectif en plein doute. Les progrès de l'arrière Dominic Artis, dans un premier temps à la peine puis devenu l'un des meilleurs joueurs de Betclic Élite, grâce à beaucoup de travail sont à l'image d'une équipe qui n'a rien lâché. Pour le premier match des playoffs, Cholet Basket affronte l'ASVEL Lyon Villeurbanne à l'Astroballe. À la surprise générale, les hommes de Laurent Vila s'imposent 70-74, grâce à un 12-22 dans le dernier quart-temps. Les choletais glanent leur premier succès en playoffs depuis 3639 jours. Au match retour, les villeurbannais s'imposent à la Meilleraie 66-82. Lors de la belle, la rencontre est très disputée. Les maugeois disposent de la balle d'égalisation mais s'inclinent dans les derniers instants 82-84.
Durant l'intersaison, le club obtient sa qualification en FIBA Europe Cup. Les dirigeants réussissent à conserver Dominic Artis, Boris Dallo, T.J. Campbell et Hugo Robineau. Pour le match de reprise, les choletais s'imposent face à l'ASVEL Lyon-Villeurbanne 91-89. En septembre, octobre et novembre, Cholet Basket ne s'incline qu'une seule fois en championnat de France et porte son bilan à 8 victoires pour 1 défaite, devenant leader de Betclic Élite.La défaite à Roanne début décembre casse la dynamique et les choletais doivent s'employer pour battre Fos-sur-Mer, sur un tir depuis l'autre bout du terrain de Dominic Artis au buzzer. Cholet Basket (10v-4d) est à la lutte avec Boulogne-Levallois pour la seconde place de Betclic Élite derrière Monaco. Le 23 décembre 2022, les choletais s'inclinent de peu à Levallois, après pourtant avoir compté jusqu'à 21 points d'avance. Sur l'année civile 2022, Cholet Basket a remporté 34 des 48 rencontres jouées, soit 70,8% de victoires. À titre de comparaison, CB n'avait gagné que 14 de ses 44 rencontres en 2021, soit 31,8%. Entre le 8 octobre et le 26 novembre, les choletais se sont imposés 7 fois de suite, soit son meilleur total depuis 2010. Le 15 janvier 2023, lors du match au sommet, les choletais (12v-5d) s'inclinent au buzzer contre Monaco 88-89 après une rencontre exceptionnelle. Lors de la Leaders Cup, les rouge et blanc sont éliminés dès les quarts de finale par Le Mans 77-84. Avec la fatigue liée à la Coupe d'Europe et les blessures, les maugeois s'écroulent dans la dernière ligne droite en s'inclinant 9 fois lors de leurs 11 derniers matchs entre le 21 mars et le 16 mai 2023. Ils glissent de la 3e (16v-7d au 20 mars) vers la 7e place avec un bilan final de 18 victoires pour 16 défaites. En playoffs, les hommes de Laurent Vila affrontent les Mets de Boulogne-Levallois de Victor Wembanyama. Après s'être incliné 93-80 en région parisienne puis avoir maîtrisé le match 2 à la Meilleraie 83-80, les choletais s'inclinent 81-69 dans la manche décisive. En FIBA Europe Cup, les rouge et blanc font sensation. Lors du tournoi de qualification en septembre, ils écartent le Besiktas Istanbul en demi-finale puis le ZZ Leiden en finale. Placés dans le groupe E, les choletais terminent second, avec 4 victoires et 2 défaites, derrière les roumains du CSM Oradea et éliminent les belges du Kangoeroes Malines et les bulgares du Rilski Sportist. Au second tour, dans le groupe I, Cholet Basket termine premier, devant les portuguais du FC Porto et élimine les allemands du Niners Chemnitz et les roumains du SCMU Craiova. En quart-de-finale, ils affrontent les ukrainiens du Boudivelnyk Kiev (72-73] puis 83-79). En demi-finale, ils éliminent le BC Kalev (73-80 puis 81-59),,.En revanche, en finale, ils perdent sur blessure Justin Patton, dont l'absence s'ajoute à celle de Kim Tillie et celle de Gaylor Curier. T.J. Campbell revient de blessure après plusieurs semaines d'absence. Dans ce contexte, ils s'inclinent en Pologne face au KK Wloclawek 77-81 puis à la Meilleraie 78-80. Le club égale son meilleur parcours en Coupe d'Europe après la finale d'Eurochallenge en 2009. Laurent Vila est élu entraineur de l'année en Betclic Elite.
Durant l'intersaison, le club parvient à conserver Kim Tillie, T.J. Campbell, Neal Sako, Enzo Goudou Sinha et la pépite du centre de formation Tidjane Salaün.
Après un excellent début de saison (3v-0d pour commencer puis 6v-2d fin octobre), les choletais s'effondrent en novembre et décembre 2023, avec 6 défaites consécutives. L'arrivée de Craig Randall II, fort scoreur, en remplacement de Gerry Blakes, relance la machine (5v-1d en janvier). Les hommes de Laurent Vila ont trouvé leur rythme (4v-2d en mars) mais Randall est trop individualiste et cristalise les frustrations dans l'équipe. Il quitte l'équipe. Fin mars, Laurent Vila annonce son départ. Les choletais retombent dans leurs travers et peinent à avancer en avril en s'inclinant à domicile face au 17e, 16e et 14e. Une mauvaise série de 5 défaites met en péril la fin de saison. Avec 2 victoires consécutives pour terminer la phase retour, Cholet Basket décroche malgré tout la 7e place et se qualifie pour sa troisième campagne de playoffs consécutive. Les choletais affrontent Paris, récent vainqueur de l'Eurocup. Lors du match 1, l'équipe des Mauges réalise l'exploit en s'imposant à Paris, équipe qui restait sur 25 succès consécutifs. Malheureusement, les rouge et blanc s'inclinent lors du match retour à la Meilleraie et lors de la belle à l'Adidas Arena. En BCL, les choletais réalisent un beau parcours. En qualifications, ils écartent Anvers, puis Varese en demi-finale et enfin Brindisi en finale. Versés dans le groupe C, avec Tenerife, futur finaliste, Darussafaka Lassa Istanbul et le VEF Riga, les maugeois terminent 2e, avec un bilan de 3 victoires pour 3 défaites. Lors du play-in d'accès au top 16, ils affrontent le Dinamo Sassari. À la Meilleraie, ils s'inclinent 72-93, avant de gagner 95-91 en Sardaigne puis de s'imposer 93-77 lors du match décisif à Cholet. Lors du top 16, ils sont versés dans le groupe I, avec l'Unicaja Malaga, futur vainqueur, le Tofas Bursa et la SIG Strasbourg. Avec un bilan de 2 victoires et 4 défaites, ils terminent à égalité avec Bursa et Strasbourg à la seconde place mais 4e au point average général.
Après trois années sur le banc choletais, Laurent Vila laisse sa place à son assistant Fabrice Lefrançois en mai 2024.
La saison 2024-2025 débute avec des incertitudes. Cholet Basket est pronostiqué à la 11e place selon la presse spécialisée. Hormis ses trois meneurs et arrières T.J. Campbell, Nathan De Sousa et Gérald Ayayi, le reste de l'équipe change complètement, avec un recrutement de plusieurs Américains issus de championnats européens mineurs (Cleveland Melvin, Aaron Wheeler), et de JFL souhaitant confirmer à haut niveau (Vautier, Diawara). L'arrivée de l'ancien joueur NBA André Roberson en tant que pigiste d'Aaron Wheeler, blessé à la main lors du début de saison, apporte tout de même de l'expérience.
CB va pourtant complètement déjouer les pronostics. Après 7 journées, l'équipe des Mauges est leader de Betclic Elite, et le restera jusqu'à la mi-saison affichant un bilan de 13 victoires et 4 défaites, ce qui apparait comme spectaculaire pour la treizième masse salariale du championnat. Au-delà des résultats, les observateurs du basket français saluent un groupe uni autour du coaching de Fabrice Lefrançois, proposant un jeu collectif et plaisant à voir. La fameuse chaine (récompensant le joueur ayant le meilleur plus/minus à la fin d'un match victorieux) illustre parfaitement la puissance collective portant CB lors de cette saison.
La fin de saison est plus compliquée, ponctuée par des blessures de cadres comme Bastien Vautier et Chris Ebou-Ndow. Cholet terminera au final quatrième du championnat avec un bilan de 21 victoires et 9 défaites, soit la meilleure saison du club depuis 2010-2011. Les coéquipiers de Nathan de Sousa affronteront Bourg-en-Bresse en quarts-de-finale, mais se feront éliminer rapidement avec 2 défaites en 2 matchs. Fabrice Lefrancois sera tout de même nommé coach de l'année par ses pairs.
Le parcours européen de CB est également impressionnant. Après une élimination au tournoi de qualification pour la BCL face à Petkim Spor, Cholet est reversé en FIBA Europe Cup et passe facilement les deux premières phases de poule, avec un bilan de 11 victoires et 1 défaite. Après avoir éliminé Sarragosse en quarts de finale, le club des Mauges affrontera le PAOK Salonique en demi-finale.
Victorieux d'un point à l'aller en Grèce, CB s'inclinera au retour en prolongations. Malgré une Meilleraie en fusion, TJ Campbell et consorts seront cruellement éliminés après que l'équipe grecque ait poussé le match en prolongations, grâce à un panier à trois points de Franck Bartley au buzzer.

## Palmarès et records

### Palmarès
| Compétitions nationales | Compétitions internationales |
| Compétitions actuelles - Championnat de France de Pro A (1) : - Champion : 2010. - Finaliste : 1988 et 2011. - Championnat de France de Pro B (1) : - Champion : 1986. - Coupe de France (2) : - Vainqueur : 1998 et 1999. - Finaliste : 2005 et 2008. - Semaine des As / Leaders Cup (1) : - Vainqueur : 2008. Anciennes compétitions - Tournoi des As (0) : - Finaliste : 1988, 1989, 1990 et 1993. - Match des champions (1) : - Vainqueur : 2010. | Compétitions actuelles - Coupe d'Europe FIBA (0) : - Finaliste : 2023 Anciennes compétitions - EuroChallenge (0) : - Finaliste : 2009. |
| Compétitions actuelles - Championnat de France de Pro A (1) : - Champion : 2010. - Finaliste : 1988 et 2011. - Championnat de France de Pro B (1) : - Champion : 1986. - Coupe de France (2) : - Vainqueur : 1998 et 1999. - Finaliste : 2005 et 2008. - Semaine des As / Leaders Cup (1) : - Vainqueur : 2008. Anciennes compétitions - Tournoi des As (0) : - Finaliste : 1988, 1989, 1990 et 1993. - Match des champions (1) : - Vainqueur : 2010. | Compétitions de jeunes |
| Compétitions actuelles - Championnat de France de Pro A (1) : - Champion : 2010. - Finaliste : 1988 et 2011. - Championnat de France de Pro B (1) : - Champion : 1986. - Coupe de France (2) : - Vainqueur : 1998 et 1999. - Finaliste : 2005 et 2008. - Semaine des As / Leaders Cup (1) : - Vainqueur : 2008. Anciennes compétitions - Tournoi des As (0) : - Finaliste : 1988, 1989, 1990 et 1993. - Match des champions (1) : - Vainqueur : 2010. | U21 (Espoirs) - Championnat de France de Pro A Espoirs (8) : - Champion : 1988, 1989, 1997, 2009, 2010, 2018, 2019, 2023 - Trophée du futur (7) : - Vainqueur : 1989, 2000, 2001,2018, 2019, 2022, 2023 U18 (Cadets) - Nationale Masculine U18 Elite (11) : - Champion : 1993, 1994, 1995, 1997, 1998, 2000, 2001, 2008, 2015, 2017, 2018 - Coupe de France - U18 Masculins (7) : - Vainqueur : 1987, 1990, 1997, 2001, 2012, 2017, 2024 |

### Records statistiques
| Statistique      | Record | Équipe adverse       | Date             |
| ---------------- | ------ | -------------------- | ---------------- |
| Points           | 117    | Vichy                | 7 novembre 1987  |
| Rebonds          | 52     | Gravelines-Dunkerque | 29 mai 2012      |
| Passes décisives | 37     | Roanne               | 5 avril 2003     |
| Interceptions    | 17     | Le Havre             | 28 novembre 2010 |
| Dunks            | 11     | Hyères-Toulon        | 21 janvier 2012  |
| Minutes jouées   | 300    | Limoges              | 29 mars 2003     |

### Bilan en coupes d'Europe
Mise à jour à l'issue de la saison 2022-2023.
| Niveau | Compétition                     | Première participation | Dernière participation | Nombre de participations | Matches | Victoires | Défaites | % de victoires | Points marqués | Points encaissés | Différence |
| ------ | ------------------------------- | ---------------------- | ---------------------- | ------------------------ | ------- | --------- | -------- | -------------- | -------------- | ---------------- | ---------- |
| 1      | Euroligue (1997-)               | 1999-2000              | 2011-2012              | 3                        | 27      | 7         | 20       | 25,93 %        | 1 829          | 2 038            | -209       |
| 2      | Coupe des coupes (1966-1991)    | 1988-1989              | 1990-1991              | 2                        | 18      | 8         | 10       | 44,44 %        | 1 546          | 1 482            | +64        |
| 2      | Coupe d'Europe FIBA (1991-1996) | 1992-1993              | 1993-1994              | 2                        | 31      | 16        | 15       | 51,62 %        | 2 690          | 2 535            | +155       |
| 2      | Coupe Saporta (1998-2002)       | 1998-1999              | 1998-1999              | 1                        | 14      | 11        | 3        | 78,57 %        | 1 125          | 948              | +177       |
| 2      | Coupe ULEB (2002-2008)          | 2002-2003              | 2004-2005              | 3                        | 32      | 14        | 18       | 43,75 %        | 2 479          | 2 513            | -34        |
| 2      | EuroCoupe ULEB (2008-)          | 2008-2009              | 2012-2013              | 4                        | 20      | 9         | 11       | 45 %           | 1 412          | 1 464            | -52        |
| 3      | Coupe Korać (1971-2002)         | 1989-1990              | 2000-2001              | 6                        | 52      | 34        | 18       | 65,38 %        | 4 416          | 3 946            | +470       |
| 3      | EuroCoupe FIBA (2005-2008)      | 2005-2006              | 2007-2008              | 2                        | 12      | 4         | 8        | 33,33 %        | 841            | 922              | -81        |
| 3      | EuroChallenge (2008-2015)       | 2008-2009              | 2013-2014              | 2                        | 29      | 20        | 9        | 68,97 %        | 2 186          | 2 065            | +121       |
| 3      | Ligue des champions (2016-)     | 2020-2021              | 2023-2024              | 2                        | 21      | 12        | 9        | 57,14 %        | 1 184          | 1 215            | –31        |
| 4      | Coupe d'Europe FIBA (2015-)     | 2022-2023              | 2024-2025              | 2                        | 28      | 22        | 6        | 78,57 %        | 2369           | 2136             | +233       |
| 1-4    | Total                           | 1988-1989              | 2024-2025              | 29                       | 296     | 161       | 135      | 54,46 %        | 22 766         | 21 840           | +926       |

## Joueurs et personnalités du club

### Présidents
Le tableau suivant présente la liste des présidents du club depuis 1975.
| Rang | Nom                  | Période   |
| ---- | -------------------- | --------- |
| 1    | Michel Léger         | 1975-1995 |
| 2    | Louis-Marie Pasquier | 1995-1997 |
| 3    | Jean-Michel Lambert  | 1997-2003 |
| 4    | Patrick Chiron       | 2003-2015 |
| 5    | Didier Barré         | 2015-2019 |
| 6    | Jérôme Mérignac      | 2019-     |

### Entraîneurs
Le tableau suivant présente la liste des entraîneurs du club depuis 1974.
| Rang | Nom                   | Période   |
| ---- | --------------------- | --------- |
| 1    | Yves Oger             | 1974      |
| 2    | Dragoș Nosievici      | 1974-1975 |
| 3    | Yves Oger             | 1975-1978 |
| 4    | Yves Lesur            | 1977-1978 |
| 5    | Dennis Calzonetti     | 1978-1980 |
| 6    | Yves Lesur            | 1980-1981 |
| 7    | Jean-Jacques Keriquel | 1981-1985 |
| 8    | Tom Becker            | 1985-1987 |
| 9    | Jean Galle            | 1987-1989 |
| 10   | Jean-Paul Rebatet     | 1989-1991 |

| Rang | Nom                  | Période         |
| ---- | -------------------- | --------------- |
| 11   | Laurent Buffard      | 1991-1995       |
| 12   | Alain Thinet         | 1995 (7 matchs) |
| 13   | Éric Girard          | 1995 (1 match)  |
| 14   | Jean Galle           | 1995-1996       |
| 15   | Éric Girard          | 1996-2001       |
| 16   | Savo Vučević         | 2001-2002       |
| 17   | Jean-François Martin | 2002-2003       |
| 18   | Erman Kunter         | 2003-2004       |
| 19   | Ruddy Nelhomme       | 2004-2006       |
| 20   | Erman Kunter         | 2006-2012       |

| Rang | Nom                | Période        |
| ---- | ------------------ | -------------- |
| 21   | Jean-Manuel Sousa  | 2012-2013      |
| 22   | Laurent Buffard    | 2014-déc. 2015 |
| 23   | Jérôme Navier      | déc. 2015-2016 |
| 24   | Philippe Hervé     | 2016-2018      |
| 25   | Régis Boissié      | 2018-nov. 2018 |
| 26   | Erman Kunter       | déc. 2018-2021 |
| 27   | Laurent Vila       | 2021-2024      |
| 28   | Fabrice Lefrançois | 2024-          |

### Effectif actuel
L'effectif 2025-2026 est dirigé par Fabrice Lefrançois.
 Note : les numéros de maillot 4, 10 et 11 respectivement portés en leur temps par Antoine Rigaudeau, Jim Bilba et Claude Marquis sont retirés. 

### Joueurs célèbres et/ou marquants passés par Cholet Basket (FC: formé au club)
- Bruno Coqueran (FC)
- Olivier Allinéi (FC)
- Stephen Brun (FC)
- Antoine Rigaudeau (FC)
- Romain Malet (FC)
- Claude Marquis (FC)
- Mickaël Gelabale (FC)
- Cyril Akpomedah (FC)
- Steed Tchicamboud
- Saïd Ben Driss (FC)
- Olivier Bardet (FC)
- Stéphane Dondon (FC)
- Nando de Colo (FC)
- Rodrigue Beaubois (FC)
- David Gautier (FC)
- Kevin Seraphin (FC)
- Aymeric Jeanneau (FC)
- Rudy Gobert (FC)
- Charles Kahudi (FC)
- Cédric Ferchaud (FC)
- Steeve Ho You Fat (FC)
- Jim Bilba (FC)
- Maxime Chupin (FC)
- Jean-Michel Mipoka (FC)
- Vafessa Fofana (FC)
- Michel Ipouck (FC)
- Carl Ona Embo (FC)
- Gary Florimont (FC)
- Christophe Leonard (FC)
- Kadri Moendadze (FC)
- Vincent Mouillard (FC)
- Yannis Morin (FC)
- Karlton Dimanche (FC)
- Melvyn Govindy (FC)
- Abdoulaye N'Doye (FC)
- Killian Hayes (FC)
- Yoan Makoundou (FC)
- Léopold Delaunay (FC)
- Hugo Robineau (FC)
- Tidjane Salaün (FC)
- Nathan De Sousa (FC)
- Valéry Demory
- Samuel Lebrun
- Stéphane Ostrowski
- Patrick Cham
- Philippe Hervé
- Thierry Zaïre
- Stéphane Lauvergne
- Didier Dobbels
- William Gradit
- Mamoutou Diarra
- Jean-Philippe Méthélie
- Luc-Arthur Vebobe
- Éric Micoud
- Nicolas De Jong
- Didier Dobbels
- Fabien Dubos
- Raphaël Desroses
- Romain Duport
- Charles-Henri Bronchard
- Fabien Causeur
- Michael Mokongo
- Karim Souchu
- Lamine Kanté
- Rudy Jomby
- Bertrand Van Butsele
- Jonathan Rousselle
- Jerry Boutsiele
- Ilian Evtimov
- Pape Sy
- Boris Dallo
- Neal Sako
- Enzo Goudou-Sinha
- Kim Tillie
- Gérald Ayayi
- Mike Jones
- Antonio Grant
- Michael Ray Richardson
- Dennis Hopson
- Winston Crite
- Curtis Kitchen
- Ian Lockhart
- James Blackwell
- Graylin Warner
- K'Zell Wesson
- Randolph Childress
- Terrell Lyday
- Skeeter Henry
- Jimmal Ball
- Lamayn Wilson
- Taj Gray
- John Linehan
- Sylvere Bryan
- DeRon Hayes
- Antywane Robinson
- Marcellus Sommerville
- John Cox
- Kevin Braswell
- Randal Falker
- Michael Curry
- Ron Curry
- Chris Garner
- Zachery Peacock
- JK Edwards
- Robert Dozier
- Nick Minnerath
- Anthony Dobbins
- Cedrick Banks
- Derrick Obasohan
- Edwin Ubiles
- A. J. Slaughter
- David Noel
- DaShaun Wood
- Colin Irish
- Gerald Madkins
- Michael Stockton
- Chris Horton
- Dominic Artis
- T.J. Campbell
- Steve Zita
- Corey Williams
- Scooter Barry
- Tony Dorsey
- Paul Fortier
- Tony Stanley
- Cedric Miller
- José Vargas
- Arturas Karnisovas
- John Amaechi
- Giancarlo Marcaccini
- Samuel Mejia
- Gregor Hrovat

### Les plus célèbres joueurs formés au club
Le club mise beaucoup sur son centre de formation qui fournit saison après saison une bonne partie de l'effectif professionnel. Lors de la saison 2004-2005 par exemple, dix des douze joueurs professionnels sont issus du centre de formation. Antoine Rigaudeau, Jim Bilba, Mickaël Gelabale, Rodrigue Beaubois, Nando de Colo, Kevin Seraphin et Rudy Gobert y ont fait leur début. Voici quelques joueurs marquants issus du Centre de formation de Cholet Basket:
| - Antoine Rigaudeau (1978-1995) - Jim Bilba (1986-1992) - Aymeric Jeanneau (1992-2003) - Claude Marquis (1995-2006 ; 2007-2009) - Cyril Akpomedah (1997-1999) - Cédric Ferchaud (1996-1999) | - David Gautier (1998-2001) - Vincent Mouillard (1998-2002) - Stephen Brun (1998-2001) - Mickaël Gelabale (1999-2004) - Jean-Michel Mipoka (2003-2006) - Nando de Colo (2002-2009) | - Rodrigue Beaubois (2006-2009) - Kévin Séraphin (2006-2010) - Rudy Gobert (2007-2013) - Killian Hayes (2014-2019) - Yoan Makoundou (2017-2022) - Tidjane Salaün (2021-2024) |

Rodrigue Beaubois et Nando de Colo sont tous deux draftés en 2009. Cholet Basket est, à cette date, un des six seuls clubs européens à avoir fourni deux joueurs formés au club à la Draft de la NBA la même année avec KK Partizan Belgrade (2002), Pau-Orthez (2003), le Real Madrid (2005), Fenerbahçe Ülker (2008) et Badalone (2009).
Le centre de formation porte désormais le nom d'Académie Gautier Cholet Basket et est parrainé par Rudy Gobert.
| Période          | Joueur            | Draft       | Equipe                 | Nombre matchs joués |
| ---------------- | ----------------- | ----------- | ---------------------- | ------------------- |
| 2003-2004        | Antoine Rigaudeau | non drafté  | Mavericks de Dallas    | 11                  |
| 2006-2008 ; 2013 | Mickaël Gelabale  | 48e en 2005 | SuperSonics de Seattle | 141                 |
| 2009-2013        | Rodrigue Beaubois | 25e en 2009 | Mavericks de Dallas    | 301                 |
| 2012-2014        | Nando de Colo     | 53e en 2009 | Spurs de San Antonio   | 125                 |
| 2010-2017        | Kevin Séraphin    | 17e en 2010 | Wizards de Washington  | 435                 |
| depuis 2013      | Rudy Gobert       | 27e en 2013 | Jazz de l'Utah         | 757                 |
| 2020-2024        | Killian Hayes     | 7e en 2020  | Pistons de Détroit     | 210                 |
| 2023-2024        | Tidjane Salaün    | 6e en 2024  | Hornets de Charlotte   | 0                   |

| Période       | Joueur            | Nombre de sélections | JO   | CdM        | Euro                 | JM   |
| ------------- | ----------------- | -------------------- | ---- | ---------- | -------------------- | ---- |
| 1989-2001     | Jim Bilba         | 170                  | 2000 |            |                      | 1993 |
| 1990-2005     | Antoine Rigaudeau | 127                  | 2000 |            | 2005                 | 1993 |
| 1991-1993     | Olivier Allinéi   | 29                   |      |            |                      | 1993 |
| 1993-1994     | Bruno Coqueran    | 19                   |      |            |                      | 1993 |
| 1999-2004     | David Gautier     | 13                   |      |            |                      |      |
| 2006-2008     | Stephen Brun      | 15                   |      |            |                      |      |
| 2006-2009     | Aymeric Jeanneau  | 56                   |      |            |                      |      |
| 2004-2008     | Claude Marquis    | 36                   |      |            |                      |      |
| 2005          | Cyril Akpomedah   | 1                    |      |            |                      |      |
| 2007          | Cédric Ferchaud   | 18                   |      |            |                      |      |
| 2005-2016     | Mickaël Gelabale  | 147                  |      | 2014       | 2013 2011 2005, 2015 |      |
| 2008-en cours | Nando De Colo     | 197                  | 2021 | 2019       | 2013 2011 2015 2022  |      |
| 2010-2016     | Charles Kahudi    | 98                   |      | 2014       | 2013 2011 2015       |      |
| 2011-2017     | Kevin Seraphin    | 46                   |      |            | 2011                 |      |
| 2012-en cours | Rudy Gobert       | 100                  | 2021 | 2014, 2019 | 2015 2022            |      |
| 2022-en cours | Yoan Makoundou    | 7                    |      |            |                      |      |

### Supporters
"Les Reds" sont composés d'une centaine de membres et sont installés dans la tribune EGDC les soirs de matchs à domicile.

## Résultats individuels

### Numéros retirés
|  | Antoine Rigaudeau : médaillé d'argent en 2000 aux Jeux Olympiques de Sydney, joue à Cholet en tant qu'amateur (catégories jeunes puis espoir : 1978-1987) et en tant que joueur professionnel (1987-1995). Il est sélectionné 127 fois en équipe de France de basket-ball. |

|  | Jim Bilba : médaillé d'argent en 2000 aux Jeux Olympiques de Sydney joue à Cholet en tant qu'amateur espoir (1986-1988) et en tant que joueur professionnel (1988-1992 puis 2002-2007). Il est sélectionné 170 fois en équipe de France de basket-ball. Depuis 2008, il est entraîneur assistant de l'équipe professionnelle de Cholet Basket. |

## Structure du club

### Historique du logo

Logo de 1997 à 2012.
Logo de 2012 à 2019.
Logo depuis 2019.

### Sponsors et équipementiers

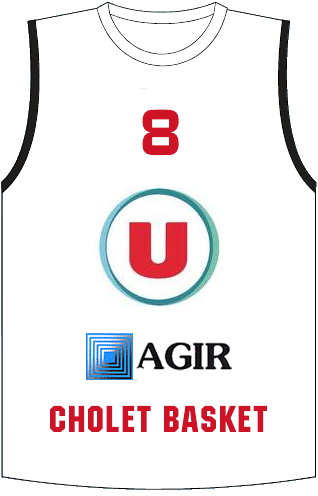
Maillot "domicile" (2010-2011).

| Période     | Équipementier | Sponsor principal |
| ----------- | ------------- | ----------------- |
| 1981-1987   |               | Rallye            |
| 1987-1992   | TBS           | Pitch             |
| 1992-1994   | Reebok        | Pitch             |
| 1994-1999   | Adidas        | Pitch             |
| 1999-2000   | Champion      | Pitch             |
| 2000-2001   | Adidas        | Pitch             |
| 2001-2002   | Adidas        | Nicoll            |
| 2002-2003   | Adidas        | XOL Taury Drink   |
| 2003-2004   | AND1          | XOL Taury Drink   |
| 2004-2006   | AND1          | Système U         |
| 2006-2009   | Legea         | Système U         |
| 2009-2011   | J1            | Système U         |
| 2011-2012   | Jako          | Système U         |
| 2012-2022   | Spalding      | Système U         |
| Depuis 2022 | Puma          | Système U         |